# Break on Through (album)
Break on Through – czwarty album niemieckiej piosenkarki Jeanette, który został wydany przez Universal dnia 3 listopada 2003. Płyta uzyskała w Niemczech status platyny.

## Lista utworów
1. „Rockin’ on Heaven’s Floor” (Radio mix) (Frank Johnes, Tom Remm, Bodybrain, Wonderbra) – 3:24
2. „Hold the Line” (Johnes, Bodybrain, Wonderbra) – 3:40
3. „Burning Alive” (Johnes, Bodybrain, Wonderbra) – 3:16
4. „Himalaya” (Johnes, Bodybrain, Wonderbra) – 4:04
5. „Rebelution” (Johnes, Bodybrain, Wonderbra) – 3:18
6. „We Are the Living” (Johnes, Bodybrain, Wonderbra) – 3:47
7. „Tellin’ You Goodbye” (Johnes, Bodybrain, Wonderbra) – 3:36
8. „Mystery” (Johnes, Bodybrain, Wonderbra) – 3:38
9. „Bad Girl” (Johnes, Bodybrain, Wonderbra) – 3:18
10. „7 Nights – 7 Days” (Johnes, Bodybrain, Wonderbra) – 4:18
11. „Highflyer” (Johnes, Bodybrain, Wonderbra) – 2:57
12. „True Blue Heroes” (Johnes, Bodybrain, Wonderbra) – 3:50
13. „Make Love” (Johnes, Bodybrain, Wonderbra) – 3:25
14. „Mr. Big” (Johnes, Bodybrain, Wonderbra) – 3:50
15. „Forever and Ever” (Johnes, Bodybrain, Wonderbra) – 3:42
16. „Kick Up the Fire” (Johnes, Bodybrain, Wonderbra) – 3:49

### Limitowana edycja
1. „Rock City”
2. „Rockin’ on „Musicago” Studio Floor”
3. „Making of a Song”
4. Breaking On Through Shooting
  - Rock My Life” Tour 2003

### Platynowa edycja
1. „Rock City”
2. „69” (Megalodon-mix)
3. „No Eternity”
4. „Will You Be There” (Wersja akustyczna)
5. „Go Back” (Wersja akustyczna)

## Listy przebojów
| Lista (2003)          | Najwyższa pozycja |
| --------------------- | ----------------- |
| Austrian Albums Chart | 7                 |
| German Albums Chart   | 6                 |
| Swiss Albums Chart    | 10                |